# Statos-Agios Fotios
Statos-Agios Fotios (griechisch Στατός-Άγιος Φώτιος) ist eine Gemeinde im Bezirk Paphos in der Republik Zypern. Bei der Volkszählung im Jahr 2021 hatte sie 193 Einwohner.
Die Gemeinde wurde aus der Umsiedlung der Dörfer Statos und Agios Fotios gegründet.

## Lage und Umgebung

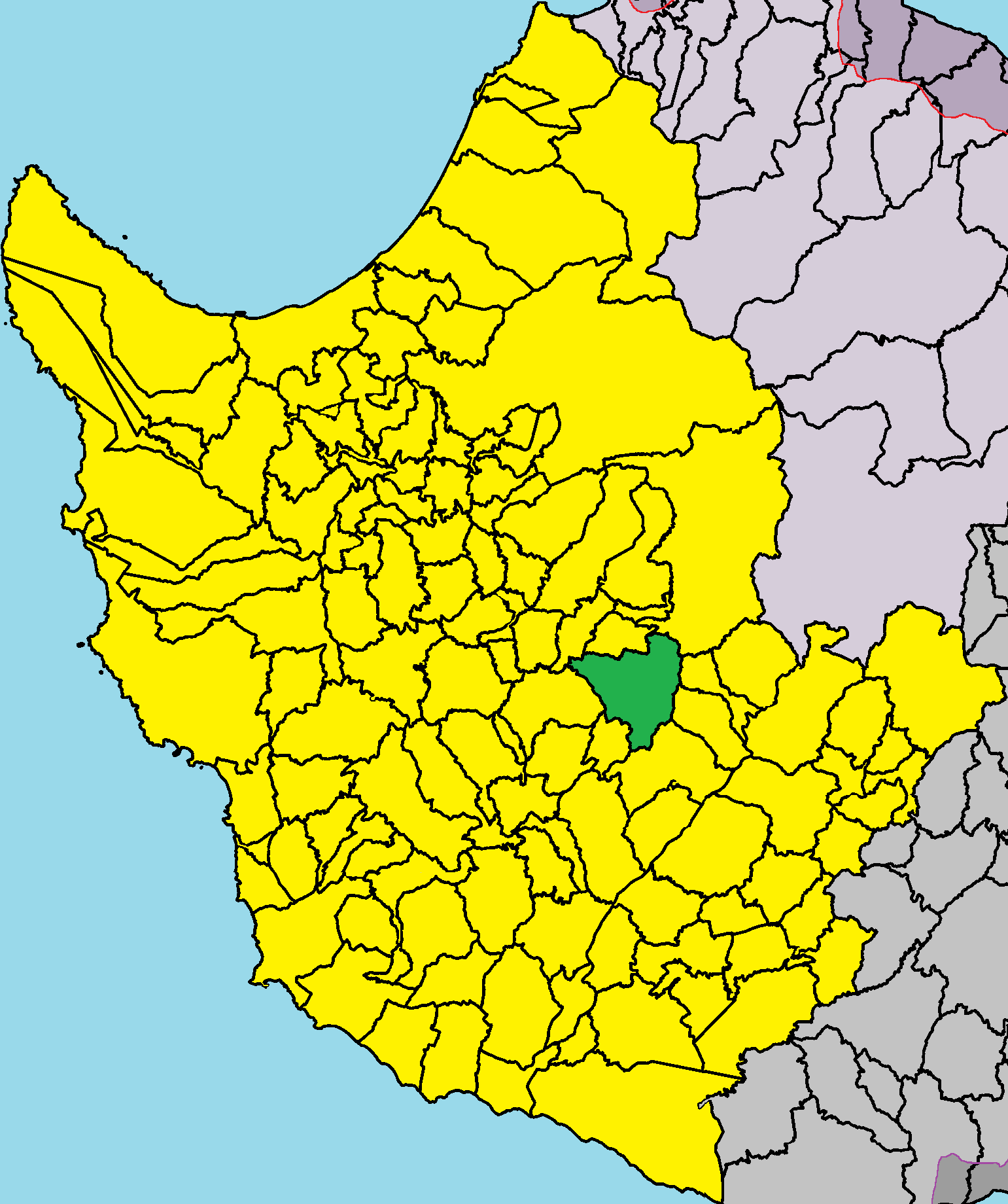
Lage im Bezirk Paphos

Statos-Agios Fotios liegt im Westen der Mittelmeerinsel Zypern auf einer Höhe von etwa 800 Metern, etwa 32 Kilometer nordöstlich von Paphos, 67 Kilometer nordwestlich von Limassol und 122 Kilometer südwestlich von Nikosia. Das 16,3809 Quadratkilometer große Dorf grenzt im Norden an Lapithiou und Pano Panagia, im Osten an Kilinia und Galataria, im Süden an Pentalia und Falia, im Westen an Choulou und im Nordwesten an Kannaviou. Das Dorf kann über die Straßen E606, E703, F625, F642 und F723 erreicht werden.

## Geschichte
Die Siedlung am Standort Ambelitis (griechisch Αμπελίτης) wurde von der Regierung gegründet, um die Bewohner der Dörfer Statos und Agios Fotios umzusiedeln, die durch Erdrutsche zerstört wurden, die sowohl durch das Erdbeben von 1953 als auch durch starke Regenfälle zwischen 1966 und 1969 verursacht wurden. Die ursprünglichen Dörfer Statos und Agios Fotios liegen nordwestlich bzw. südwestlich der neuen Siedlung und nicht weit davon entfernt. Mit einem im Jahr 1976 veröffentlichten Verwaltungsakt (Amtsnr. 1312 vom 19.11.76, Aktnr. 234) erhielt das neue Dorf den Namen Statos-Agios Fotios.

### Bevölkerungsentwicklung
Die folgende Tabelle zeigt die Bevölkerung des Dorfes, wie sie in den in Zypern durchgeführten Volkszählungen erfasst wurde.
| Jahr      | 1881 | 1891 | 1901 | 1911 | 1921 | 1931 | 1946 | 1960 | 1976 | 1982 | 1992 | 2001 | 2011 | 2021 |
| Einwohner | 518  | 594  | 573  | 597  | 707  | 610  | 830  | 832  | 327  | 482  | 348  | 248  | 243  | 193  |